# Hoffman-Gletscher
Der Hoffman-Gletscher ist ein schmaler, etwa 16 km langer Gletscher in der antarktischen Ross Dependency. Er fließt vom Mount Miller in der Holland Range zum Lennox-King-Gletscher südlich des Rhodes Peak. 
Das Advisory Committee on Antarctic Names benannte ihn 1966 nach Lieutenant Commander Robert D. Hoffman von der United States Navy, Kapitän auf der USS Mills im Rahmen der Operation Deep Freeze im Jahr 1965.